# 熱血回歸
《第一滴血4》（英語：Rambo）是2008年動作片電影，由席維斯·史特龍飾演越戰老兵約翰·藍波。史特龍也編寫並執導這部影片。這是《第一滴血》系列的第四集，距第三集的公開演出隔了二十年之久。电影的故事背景是缅甸内战，反派力量是缅甸军政府。这次電影中的藍波持有整個系列之中殺人最多的記錄，大約有262名敵人被殺死。包括在DVD銷售上的$41,368,619，這部影片的總收入是$154,611,774。

## 劇情
藍波在越南战争和阿富汗战争之後，因为对美国社会生活绝望，於泰国與缅甸的邊界过着与世无争、靠捕蛇販賣为生的歸隱生活。某日總部設於科羅拉多州的泛亞洲牧師團（Pan-Asian Ministry）的一群義工來請藍波幫忙作船夫帶路，好讓義工能供給河川上游克倫族的醫療服務及補給。早就看穿世事的藍波以“没有武器就没有改变”为由拒绝，但是最终被义工莎拉·米勒（Sarah Miller）說服。牧师团一行人在渡河过程中遭遇緬甸海盜，藍波为了保护莎拉不得不出手将匪徒集体击毙，但是却遭到了牧师团领队迈克尔·伯奈特（Michael Burnett）的敌视而被拒绝雇用。
義工團抵達克洛卡貝羅（Klaw Kbe Lo）村莊後遭受到緬甸軍隊的攻擊，克伦族村民盡遭屠殺，義工團則遭受俘虜。義工團所屬教會在失去義工音訊後不得不雇用一隊傭兵前往救援，這次的派遣也讓藍波擔任船夫。當傭兵抵達遭受屠殺的村落時因看見如此殘破的場景對於要不要繼續搜索時起了爭執，這時正好一辆緬军的卡車進來虐待並杀害人質取乐，傭兵們因怕暴露位置而躲起来袖手旁觀，而這時藍波出现用弓箭射殺了緬軍并救出將要被殺死的村民。爾後藍波说服傭兵們冒险救人，在夜晚潜入山林内的緬軍軍營拯救義工隊員與當地被俘村民，在殺了幾個巡邏的緬軍士兵後成功逃逸。但藍波因去救莎拉而延遲了腳步，因而未與其他成員會集，两人只能和另一名外号“学童”的傭兵狙击手另寻别路逃脱。
清晨時緬軍查覺俘虏被救，於是開始倾巢出洞抓人。虽然藍波引爆了叢林中二戰英軍遺下的高脚柜炸弹而使身旁的兩名同伴脫險，但是分散的另一隊人卻因为误触地雷而被緬軍在岸边追上并捉住。就在所有人将被枪决之时，藍波劫持了一輛裝有.50口徑白朗寧M2重機槍的吉普车用来扫射并大量杀伤缅军。然而敌方具有人数优势，并依靠河面炮艇的火力开始压倒兰博一方。此时克倫民族解放軍赶到参战協助殲滅緬軍，藍波在缅军少校试图逃跑时用彎刀將他剖腹杀死。
在听取了莎拉的建議后，藍波抱着重新一试的心情返鄉美國。最後一個場景以遠鏡頭拍攝，藍波逐漸走過農村公路、馬場，在一個名為“R. Rambo”的生锈郵箱旁停下來并走向远处的一座小屋，藍波終於回到了家。

## 角色與演員
| 角色                           | 職務或身份         | 演員                     | 備註                                                 |
| ------------------------------ | ------------------ | ------------------------ | ---------------------------------------------------- |
| 約翰·藍波                      | 越戰老兵           | 席維斯·史特龍            |                                                      |
| 莎拉·米勒（Sarah Miller）      | 傳教士             | 朱莉·本茨                |                                                      |
| 麥克·伯奈特（Michael Burnett） | 傳教士領隊         | 保羅·舒爾策              |                                                      |
| 傑夫（Jeff）                   | 傳教士#2           | Cameron Pearson          |                                                      |
| 傳教士#3                       | 牙醫               | 托馬斯·彼得森            |                                                      |
| 傳教士#4                       | 錄影師             | Tony Skarberg            |                                                      |
| 傳教士#5                       | 佈道師             | 詹姆斯·史密斯            |                                                      |
| 亞瑟·馬許（Rev. Arthur Marsh） | 牧師               | 肯·霍華德                |                                                      |
| 『童子軍』（Schoolboy）        | 傭兵#1             | 马修·马斯登              | 又譯「学童」、「學生哥」；使用巴雷特M107CQ的狙擊手。 |
| 路易斯（Lewis）                | 傭兵#2             | 葛拉罕·麥克塔維什        | 前英軍SAS成员，傭兵領隊。                            |
| 『安裘』（En-Joo）             | 傭兵#3             | 康一芽                   | 華裔人，最終緬軍的手榴彈炸死                         |
| 狄亞茲（Diaz）                 | 傭兵#4             | 雷納爾多・加列戈斯       |                                                      |
| 里斯（Reese）                  | 傭兵#5             | 傑克·拉·博茲             |                                                      |
| 廷（Tint）                     | 緬軍少校           | Maung Maung Khin         | 緬甸軍首領。                                         |
| 敏（Myint）                    | 傭兵的卡倫叛軍嚮導 | 蘇佩空·基三沃            |                                                      |
| 艾（Lt. Aye）                  | 緬軍中尉           | Aung Aay Noi             | 緬甸軍官，試圖強姦莎拉 · 米勒而被藍波殺死。          |
| 海盜首領                       |                    | Aung Theng               |                                                      |
| 捕蛇人#1                       |                    | Kasikorn Niyompattana    |                                                      |
| 捕蛇人#2                       |                    | Shaliew "Lek" Bamrungbun |                                                      |
| 蛇村村長                       |                    | Pornpop "Tor" Kampusiri  |                                                      |
| 蛇村祭司                       |                    | Wasawat Panyarat         |                                                      |
| 蛇村年輕弄蛇人                 |                    | Kammul Kawtep            |                                                      |
| 露營的年輕赤裸女孩             |                    | apimpa Dibu              |                                                      |

## 評價
本片得到了多數影評人的負面評價。爛番茄根據153條評論，獲得37%的新鮮度，平均得分5.00／10，觀眾投票獲得69%的分數，平均得分為3.7／5。在Metacritic上，獲得了46分的評價。

## 外部連結
- 熱血回歸的MySpace主頁
- 互联网电影数据库（IMDb）上《熱血回歸》的资料（英文）
- 爛番茄上《熱血回歸》的資料（英文）
- Metacritic上《熱血回歸》的資料（英文）
- Box Office Mojo上《熱血回歸》的資料（英文）
- AllMovie上《熱血回歸》的资料（英文）
- 開眼電影網上《熱血回歸》的資料（繁體中文）
- 时光网上《熱血回歸》的資料（简体中文）
- 豆瓣电影上《熱血回歸》的資料 （简体中文）